# Театр повествования
Театр повествования, или повествовательный театр (итал. teatro di narrazione, teatro-narrazione, фр. théâtre de narration, théâtre-récit) — направление в драматургии и театре Италии.

## История
Движение начало складываться во второй половине 1980-х годов и оформилось в 1990-е, включает сегодня уже два поколения драматургов, режиссёров, актёров (часто они объединяются в одном лице), поддержано и развито переводчиками, постановщиками, театральными критиками, театроведами Франции (Оливье Фавье, Шарль Торджман, Даг Жаннере), Бельгии (Эрве Герризи) и ряда других стран. Есть попытки перенести опыт театра повествования в кино (Паршивая овца Асканио Челестини и др.).
В России к театру повествования в определенной мере близки поиски документального театра, тоже восходящие к концу 1980-х годов, жанр докудрамы, постановки московского Театр.doc.

## Общая характеристика
Отталкивается от сценических поисков и опыта театрального монолога в постановках Питера Брука, Тьерри Сальмона, Дарио Фо. Развивает принципы исповедальности и социальной ангажированности художника (Пазолини), идеи Вальтера Беньямина о фигуре и роли рассказчика (эссе Рассказчик). Авторы и постановщики активно обращаются к проблематике индивидуальной, семейной, исторической памяти и свидетельства, трансформируют жанры дневника и письма, практикуют своего рода археологию повседневности. В постановках театра повествования реконструирован ряд ключевых эпизодов итальянской истории, долгое время вытеснявшихся из публичного обсуждения (Массовая казнь в Ардеатинских пещерах, 1944; катастрофа на плотине Вайонт, 1963; Устика, 1980; и др.). Авторы обращаются также к событиям мировой истории — Чернобыльская катастрофа, Боснийская война — и не ограничиваются политикой (спектакль Italia-Brasile 3 a 2 Давиде Эньи). Парадокс театра повествования в том, что, по-своему возвращая к традициям устной и непрофессиональной, народной словесности, включая переход на местные диалекты и проч., он существует и развивается в условиях девальвации слова механизмами пропаганды, политическими технологиями, печатными и аудиовизуальными массмедиа и т.п. Это по-новому поворачивает проблематику театральности в современной общественной и культурной ситуации.
Поиски театра повествования представлены в изданиях, руководимых Франко Куадри, во французском театроведческом журнале Frictions и др. Многие из представителей движения отмечены национальными и международными премиями, им посвящены монографии и сборники.

## Представители
- Марко Балиани
- Федерико Бертоцци
- Роберта Бьяджарелли
- Габриэле Вачис
- Гаэтано Вентрилья
- Джулио Кавалли
- Андреа Козентино
- Лаура Курино
- Джулиана Муссо
- Мони Овадья
- Марко Паолини
- Марио Перротта
- Карло Презотто
- Даниэле Тимпано
- Асканио Челестини
- Давиде Энья